# Mount Heuglin
Mount Heuglin ist ein 1033 m hoher Berg im Süden des Northern Territory von Australien.

## Lage
Die nächstgelegenen Ortschaften sind das Dorf Papunya (36 Kilometer entfernt) und das Dorf Hermannsburg (87 Kilometer entfernt). Die Stadt Alice Springs liegt in einer Entfernung von 173 Kilometern. 

## Name
Benannt ist der Berg nach dem württembergischen Ornithologen Theodor von Heuglin.